# أندرسون لوبيز
أندرسون لوبيز (بالبرتغالية: Anderson José Lopes de Souza) (15 سبتمبر 1993 في ريسيفي في البرازيل – )؛ هو لاعب كرة قدم يلعب كمهاجم في نادي يوكوهاما إف مارينوس.

## وصلات خارجية
- أندرسون لوبيز على موقع رابطة كرة القدم اليابانية للمحترفين (اليابانية)
- أندرسون لوبيز على موقع دوري كوريا الجنوبية (الإنجليزية)
- أندرسون لوبيز على موقع إي إس بي إن إف سي (الإنجليزية)
- أندرسون لوبيز على موقع قاعدة بيانات كرة القدم.إي يو (الإنجليزية)
- أندرسون لوبيز على موقع Soccerbase.com (لاعب) (الإنجليزية)
- أندرسون لوبيز على موقع Soccerway.com (الإنجليزية)
- أندرسون لوبيز على موقع عالم كرة القدم.نت (الإنجليزية)